# 高級警員 (澳洲)
高級警員（英語：Senior Constable），是澳洲聯邦警察、各州及北領地的警察職級，其肩章在各處均有差異，大致上則均為兩勾。根據2006年統計，全國高級警員人數為19,707名，佔警察總人數的42%，是人數最多的一個職級，當中男女比例為76:24。2012-13年度，新南威爾斯州高級警員的年薪約84,000澳元

## 各處肩章及編制
| 澳洲聯邦警察 | 昆士蘭警察 | 新南威爾斯警察部隊 | 維多利亞警察部隊 | 塔斯曼尼亞警察 | 南澳洲警察 | 西澳洲警察 | 北領地警察 |
|              |            |                    |                  |                |            |            |            |
|              | 2,878名    | 6,447名            | 6,736名          | 1,349名        | 2,030名    |            |            |